# 獨立鄉 (康斯坦察縣)
43°58′0″N 28°5′0″E / 43.96667°N 28.08333°E
獨立鄉（羅馬尼亞語：Comuna Independența, Constanța），是羅馬尼亞的鄉份，位於該國西南部，由康斯坦察縣負責管轄，面積178平方公里，海拔高度125米，2007年人口3,112，人口密度每平方公里17人。